# Davide Frattesi
Davide Frattesi (Roma, 22 settembre 1999) è un calciatore italiano, centrocampista dell'Inter e della nazionale italiana.

## Caratteristiche tecniche
È un centrocampista dinamico, dotato di un buon senso della posizione, abile tecnicamente, bravo in fase di interdizione e negli inserimenti offensivi.
Considerato tra i più promettenti talenti italiani, il suo piede forte è il destro, pur riuscendo a segnare anche con il sinistro oltre che con il colpo di testa, abile nel calciare di potenza dalla media distanza. Contribuisce pure in difesa tanto che, come afferma Alessio Dionisi, suo allenatore ai tempi in cui ha militato nel Sassuolo «Devo dire che realmente ci mette molta dedizione e disponibilità. Ha corsa e intensità. Spesso arriva e ruba palla.»

## Carriera

### Club

#### Gli inizi
Cresce nel settore giovanile della Lazio, per poi passare a quello della Roma. Con la Primavera dei Giallorossi conquista una Coppa Italia e una Supercoppa.
Il 13 luglio 2017 viene acquistato per 5 milioni di euro (oltre al 30% su una futura rivendita) dal Sassuolo, con cui firma un quinquennale. Il 20 dicembre successivo esordisce con gli emiliani tra i professionisti, nella partita di Coppa Italia persa per 2-1 contro l'Atalanta.

#### Ascoli, Empoli e Monza
Il 16 agosto 2018 viene ceduto in prestito all'Ascoli in Serie B, dove a soli 19 anni gioca titolare e ottiene 33 presenze in campionato.
Il 15 luglio 2019 viene ceduto nuovamente in prestito in Serie B, all'Empoli appena retrocesso. Il 24 settembre successivo, realizza la sua prima rete in serie cadetta, nel derby toscano vinto per 3-2 in trasferta contro il Pisa, siglando al 95º la rete decisiva per la vittoria degli azzurri. Termina la stagione con 5 gol in campionato in 37 presenze.
Il 16 settembre 2020 estende il suo contratto col Sassuolo fino al 2025, per poi venire ceduto in prestito il giorno stesso al Monza, neopromosso in Serie B. Il 20 ottobre segna il suo primo gol con i brianzoli, nella trasferta in casa del Pisa, che è anche il primo realizzato dalla sua squadra fuori casa. Termina la stagione con 8 gol in campionato in 37 presenze.

#### Sassuolo
Nella stagione 2021-2022 ritorna al Sassuolo, dove indossa la maglia numero 16 (già indossata ad Empoli e Monza). Con il neo allenatore Alessio Dionisi, esordisce in Serie A il 21 agosto 2021, giocando titolare nel successo per 3-2 contro il Verona al Bentegodi. Il 23 ottobre successivo trova anche la prima marcatura in Serie A, firmando il gol del definitivo successo per 3-1 sul Venezia. Si ripete nella giornata successiva, siglando una delle due reti della prima storica vittoria del Sassuolo all'Allianz Stadium contro la Juventus. Chiude la prima stagione in Serie A con 4 gol in 36 presenze.
Nella stagione successiva segna la prima rete in campionato il 27 agosto 2022, nel pareggio per 2-2 contro lo Spezia. Nel corso dell'annata realizza altri 6 gol, compresi due all'Inter (uno all'andata e uno al ritorno) e uno al Milan.

#### Inter

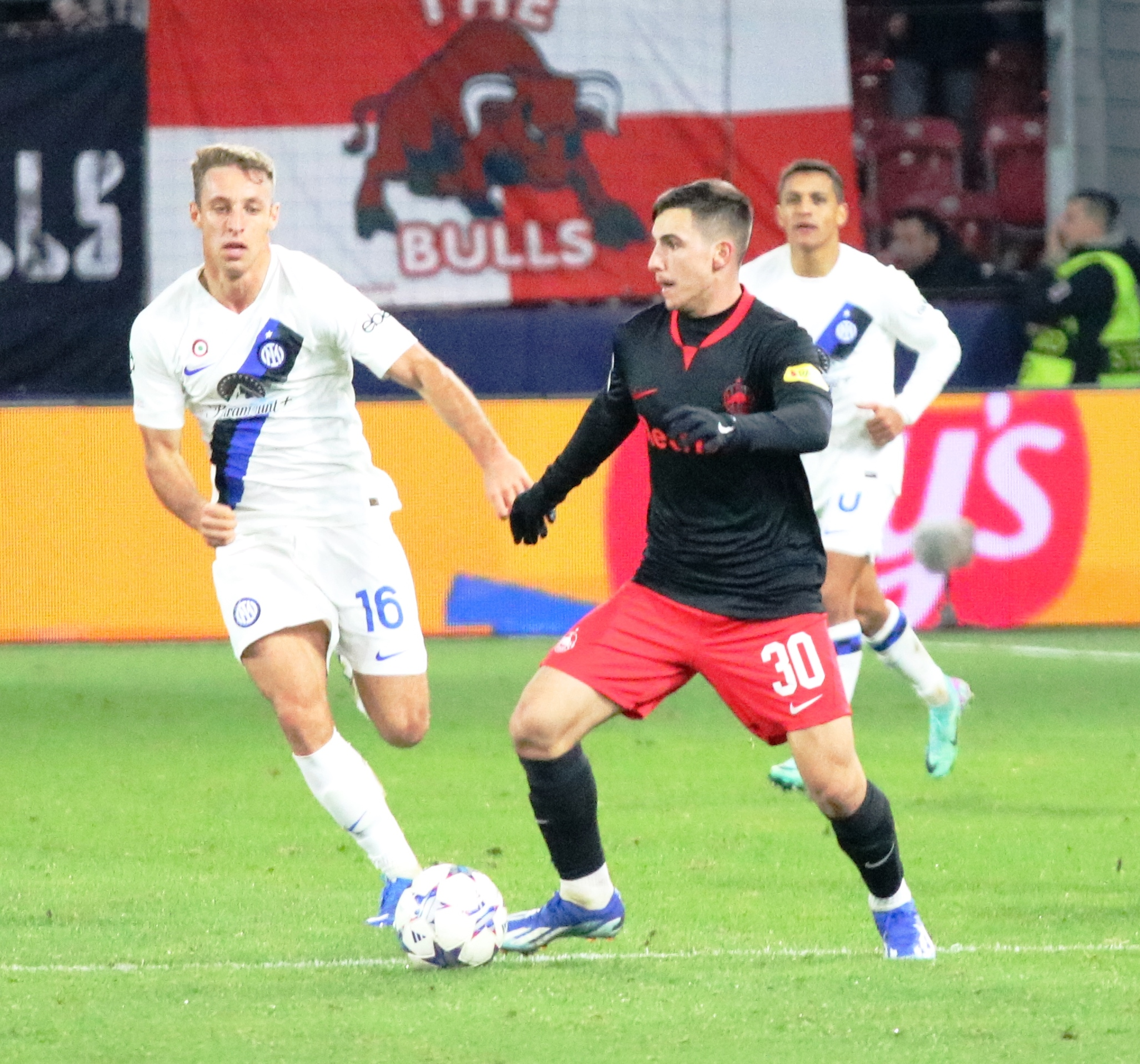
Frattesi durante una partita di Champions League contro il nel 2023

Il 6 luglio 2023 si trasferisce all'Inter in prestito oneroso per 6 milioni di euro con obbligo di riscatto per 27 milioni più 5 milioni di bonus, oltre al 10% in caso di futura rivendita. Il 19 agosto fa il suo debutto in nerazzurro, subentrando a Lautaro nella vittoria di campionato contro il Monza (2-0). Il 16 settembre segna la sua prima rete con i meneghini, firmando la quinta ed ultima rete nel successo per 5-1 nel derby di Milano. Il 20 settembre successivo esordisce nelle coppe europee, subentrando a Kristjan Asllani nel secondo tempo della gara della fase a giorni di UEFA Champions League disputata a San Sebastián contro la Real Sociedad, nella quale fornisce a Martínez l'assist per il gol del definitivo 1-1. Il 29 novembre segna anche la sua prima rete nella massima competizione europea in occasione della sfida in trasferta pareggiata per 3-3 contro il Benfica. Il 6 gennaio 2024 segna il suo secondo gol in campionato, decidendo allo scadere la sfida contro il Verona, vinta per 2-1. Il 19 gennaio realizza la rete del definitivo 3-0 nella semifinale di Supercoppa italiana contro la Lazio. Tre giorni dopo conquista il primo trofeo con l'Inter, nella finale vinta per 1-0 contro il Napoli. L'8 aprile, sempre allo scadere, segna la rete del decisivo 1-2 nel match contro l'Udinese. A fine anno vince il suo primo campionato italiano e in tutto, alla sua prima stagione in nerazzurro, mette insieme 8 gol e 7 assist in 42 partite, la maggior parte della quali da subentrante. 
Nella stagione successiva il suo spazio in squadra diminuisce. Ciononostante trova comunque in più occasioni la via del gol, realizzando la rete decisiva nella vittoria per 1-2 dei nerazzurri in casa il Bayern Monaco nell'andata dei quarti di finale di Champions League. Si ripete nella semifinale di ritorno a San Siro contro il Barcellona segnando il goal del 4-3 nei tempi supplementari, consentendo all'Inter di vincere e di accedere alla finale di Champions League per la seconda volta in tre anni. In campionato invece ha realizzato una doppietta nel successo per 0-3 contro l'Empoli.

### Nazionale

#### Nazionali giovanili
Nel 2018 con l'Under-19 Frattesi ha disputato l'Europeo di categoria, concluso al secondo posto finale.
Nel 2019 viene convocato dal CT Paolo Nicolato per il Mondiale Under-20 in Polonia, segnando nella prima partita della manifestazione, vinta per 1-2 contro il Messico. Realizza un gol anche nei quarti di finale contro il Mali, con la nazionale Under-20 che, infine, chiude la manifestazione al 4º posto.
Esordisce con la nazionale Under-21 il 6 settembre 2019, realizzando una doppietta dopo essere entrato nel secondo tempo della partita amichevole vinta 4-0 contro la Moldavia a Catania. Nel marzo del 2021 viene convocato per partecipare alla fase a gironi dell'Europeo Under-21; prende parte anche alla successiva fase a eliminazione diretta, nella quale l'Italia viene eliminata ai quarti di finale dal Portogallo.

#### Nazionale maggiore

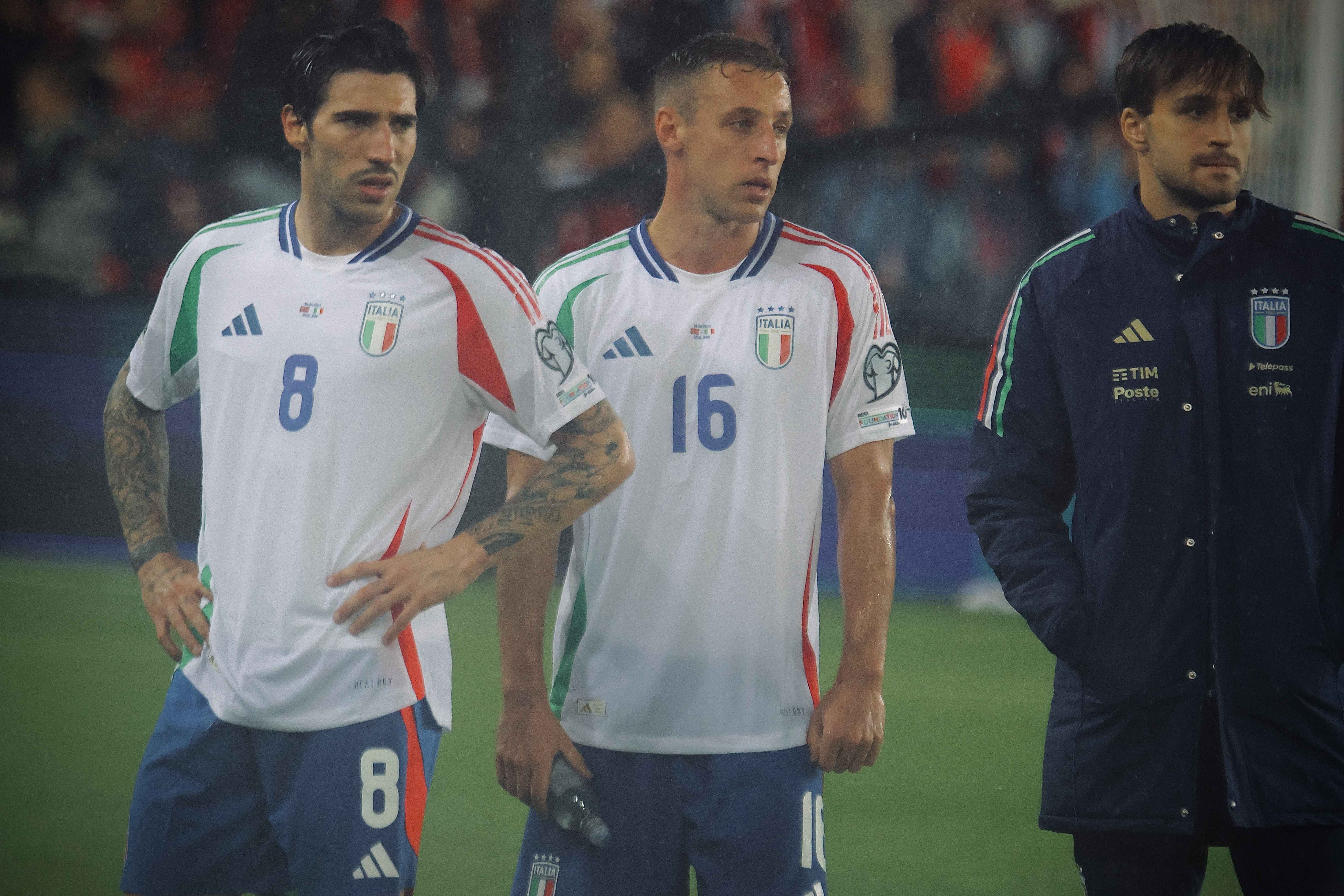
Frattesi (al centro) in nazionale nel 2025

Il 24 gennaio 2022 Frattesi viene convocato per la prima volta in nazionale, dal CT Roberto Mancini, per uno stage in vista degli spareggi delle qualificazioni al mondiale 2022. Di seguito, riceve la sua prima chiamata ufficiale con gli Azzurri in vista della Finalissima contro l'Argentina e delle prime quattro partite della UEFA Nations League 2022-2023. Esordisce il 4 giugno 2022, a 22 anni, giocando titolare nella gara di Nations League pareggiata (1-1) contro la Germania a Bologna.
Nel giugno 2023 viene inserito nella lista dei 23 convocati per la fase finale della Nations League, dove nella finale per il 3º posto, il 18 giugno, realizza il suo primo gol in nazionale che contribuisce al successo per 3-2 degli Azzurri contro i padroni di casa dei Paesi Bassi a Enschede.
Il successivo 13 settembre, con il nuovo CT Luciano Spalletti alla guida, è autore di una doppietta decisiva nella partita valevole per le qualificazioni ad Euro 2024 vinta per 2-1 contro l'Ucraina. Nel giugno 2024 viene convocato per il campionato d'Europa 2024 in Germania, dove scende in campo nelle quattro gare disputate dall'Italia, eliminata agli ottavi dalla Svizzera.
Il 6 settembre 2024, nella fase a gironi di Nations League, realizza un gol nella vittoria per 3-1 contro la Francia a Parigi; e tre giorni dopo realizza il primo gol della gara vinta per 2-1 in trasferta contro Israele.

## Statistiche

### Presenze e reti nei club
Statistiche aggiornate al 6 maggio 2025.
| Stagione        | Squadra         | Campionato      | Campionato | Campionato | Coppe nazionali | Coppe nazionali | Coppe nazionali | Coppe continentali | Coppe continentali | Coppe continentali | Altre coppe | Altre coppe | Altre coppe | Totale | Totale |
| Stagione        | Squadra         | Comp            | Pres       | Reti       | Comp            | Pres            | Reti            | Comp               | Pres               | Reti               | Comp        | Pres        | Reti        | Pres   | Reti   |
| --------------- | --------------- | --------------- | ---------- | ---------- | --------------- | --------------- | --------------- | ------------------ | ------------------ | ------------------ | ----------- | ----------- | ----------- | ------ | ------ |
| 2017-2018       | Sassuolo        | A               | 0          | 0          | CI              | 1               | 0               | -                  | -                  | -                  | -           | -           | -           | 1      | 0      |
| 2018-2019       | Ascoli          | B               | 32         | 0          | CI              | 0               | 0               | -                  | -                  | -                  | -           | -           | -           | 32     | 0      |
| 2019-2020       | Empoli          | B               | 37+1       | 5+0        | CI              | 3               | 0               | -                  | -                  | -                  | -           | -           | -           | 41     | 5      |
| 2020-2021       | Monza           | B               | 37+2       | 8+0        | CI              | 2               | 0               | -                  | -                  | -                  | -           | -           | -           | 41     | 8      |
| 2021-2022       | Sassuolo        | A               | 36         | 4          | CI              | 2               | 0               | -                  | -                  | -                  | -           | -           | -           | 38     | 4      |
| 2022-2023       | Sassuolo        | A               | 36         | 7          | CI              | 1               | 0               | -                  | -                  | -                  | -           | -           | -           | 37     | 7      |
| Totale Sassuolo | Totale Sassuolo | Totale Sassuolo | 72         | 11         |                 | 4               | 0               |                    | -                  | -                  |             | -           | -           | 76     | 11     |
| 2023-2024       | Inter           | A               | 32         | 6          | CI              | 1               | 0               | UCL                | 7                  | 1                  | SI          | 2           | 1           | 42     | 8      |
| 2024-2025       | Inter           | A               | 28         | 5          | CI              | 4               | 0               | UCL                | 13                 | 2                  | SI+Cmc      | 2+0         | 0           | 47     | 7      |
| Totale Inter    | Totale Inter    | Totale Inter    | 60         | 11         |                 | 5               | 0               |                    | 20                 | 3                  |             | 4           | 1           | 89     | 15     |
| Totale carriera | Totale carriera | Totale carriera | 241        | 35         |                 | 14              | 0               |                    | 20                 | 3                  |             | 4           | 1           | 279    | 39     |

### Cronologia presenze e reti in nazionale
| Cronologia completa delle presenze e delle reti in nazionale ― Italia | Cronologia completa delle presenze e delle reti in nazionale ― Italia | Cronologia completa delle presenze e delle reti in nazionale ― Italia | Cronologia completa delle presenze e delle reti in nazionale ― Italia | Cronologia completa delle presenze e delle reti in nazionale ― Italia | Cronologia completa delle presenze e delle reti in nazionale ― Italia | Cronologia completa delle presenze e delle reti in nazionale ― Italia | Cronologia completa delle presenze e delle reti in nazionale ― Italia |
| Data                                                                  | Città                                                                 | In casa                                                               | Risultato                                                             | Ospiti                                                                | Competizione                                                          | Reti                                                                  | Note                                                                  |
| --------------------------------------------------------------------- | --------------------------------------------------------------------- | --------------------------------------------------------------------- | --------------------------------------------------------------------- | --------------------------------------------------------------------- | --------------------------------------------------------------------- | --------------------------------------------------------------------- | --------------------------------------------------------------------- |
| 4-6-2022                                                              | Bologna                                                               | Italia                                                                | 1 – 1                                                                 | Germania                                                              | UEFA Nations League 2022-2023 - 1º turno                              | -                                                                     | 85’                                                                   |
| 11-6-2022                                                             | Wolverhampton                                                         | Inghilterra                                                           | 0 – 0                                                                 | Italia                                                                | UEFA Nations League 2022-2023 - 1º turno                              | -                                                                     |                                                                       |
| 14-6-2022                                                             | Mönchengladbach                                                       | Germania                                                              | 5 – 2                                                                 | Italia                                                                | UEFA Nations League 2022-2023 - 1º turno                              | -                                                                     | 46’                                                                   |
| 23-9-2022                                                             | Milano                                                                | Italia                                                                | 1 – 0                                                                 | Inghilterra                                                           | UEFA Nations League 2022-2023 - 1º turno                              | -                                                                     | 89’                                                                   |
| 15-6-2023                                                             | Enschede                                                              | Spagna                                                                | 2 – 1                                                                 | Italia                                                                | UEFA Nations League 2022-2023 - Semifinale                            | -                                                                     | 76’                                                                   |
| 18-6-2023                                                             | Enschede                                                              | Paesi Bassi                                                           | 2 – 3                                                                 | Italia                                                                | UEFA Nations League 2022-2023 - Finale 3º posto                       | 1                                                                     |                                                                       |
| 12-9-2023                                                             | Milano                                                                | Italia                                                                | 2 – 1                                                                 | Ucraina                                                               | Qual. Euro 2024                                                       | 2                                                                     |                                                                       |
| 14-10-2023                                                            | Bari                                                                  | Italia                                                                | 4 – 0                                                                 | Malta                                                                 | Qual. Euro 2024                                                       | 1                                                                     | 65’                                                                   |
| 17-10-2023                                                            | Londra                                                                | Inghilterra                                                           | 3 – 1                                                                 | Italia                                                                | Qual. Euro 2024                                                       | -                                                                     |                                                                       |
| 17-11-2023                                                            | Roma                                                                  | Italia                                                                | 5 – 2                                                                 | Macedonia del Nord                                                    | Qual. Euro 2024                                                       | -                                                                     | 62’                                                                   |
| 20-11-2023                                                            | Leverkusen                                                            | Ucraina                                                               | 0 – 0                                                                 | Italia                                                                | Qual. Euro 2024                                                       | -                                                                     |                                                                       |
| 21-3-2024                                                             | Fort Lauderdale                                                       | Venezuela                                                             | 1 – 2                                                                 | Italia                                                                | Amichevole                                                            | -                                                                     | 66’                                                                   |
| 24-3-2024                                                             | Harrison                                                              | Ecuador                                                               | 0 – 2                                                                 | Italia                                                                | Amichevole                                                            | -                                                                     | 67’                                                                   |
| 4-6-2024                                                              | Bologna                                                               | Italia                                                                | 0 – 0                                                                 | Turchia                                                               | Amichevole                                                            | -                                                                     | 68’                                                                   |
| 9-6-2024                                                              | Empoli                                                                | Italia                                                                | 1 – 0                                                                 | Bosnia ed Erzegovina                                                  | Amichevole                                                            | 1                                                                     | 76’                                                                   |
| 15-6-2024                                                             | Dortmund                                                              | Italia                                                                | 2 – 1                                                                 | Albania                                                               | Euro 2024 - 1º turno                                                  | -                                                                     |                                                                       |
| 20-6-2024                                                             | Gelsenkirchen                                                         | Spagna                                                                | 1 – 0                                                                 | Italia                                                                | Euro 2024 - 1º turno                                                  | -                                                                     | 46’                                                                   |
| 24-6-2024                                                             | Lipsia                                                                | Croazia                                                               | 1 – 1                                                                 | Italia                                                                | Euro 2024 - 1º turno                                                  | -                                                                     | 46’                                                                   |
| 29-6-2024                                                             | Berlino                                                               | Svizzera                                                              | 2 – 0                                                                 | Italia                                                                | Euro 2024 - Ottavi di finale                                          | -                                                                     | 86’                                                                   |
| 6-9-2024                                                              | Parigi                                                                | Francia                                                               | 1 – 3                                                                 | Italia                                                                | UEFA Nations League 2024-2025 - 1º turno                              | 1                                                                     | 62’                                                                   |
| 9-9-2024                                                              | Budapest                                                              | Israele                                                               | 1 – 2                                                                 | Italia                                                                | UEFA Nations League 2024-2025 - 1º turno                              | 1                                                                     |                                                                       |
| 10-10-2024                                                            | Roma                                                                  | Italia                                                                | 2 – 2                                                                 | Belgio                                                                | UEFA Nations League 2024-2025 - 1º turno                              | -                                                                     | 90’                                                                   |
| 14-10-2024                                                            | Udine                                                                 | Italia                                                                | 4 – 1                                                                 | Israele                                                               | UEFA Nations League 2024-2025 - 1º turno                              | 1                                                                     | 86’                                                                   |
| 14-11-2024                                                            | Bruxelles                                                             | Belgio                                                                | 0 – 1                                                                 | Italia                                                                | UEFA Nations League 2024-2025 - 1º turno                              | -                                                                     |                                                                       |
| 17-11-2024                                                            | Milano                                                                | Italia                                                                | 1 – 3                                                                 | Francia                                                               | UEFA Nations League 2024-2025 - 1º turno                              | -                                                                     | 31’ 67’                                                               |
| 20-3-2025                                                             | Milano                                                                | Italia                                                                | 1 – 2                                                                 | Germania                                                              | UEFA Nations League 2024-2025 - Quarti di finale                      | -                                                                     | 83’                                                                   |
| 23-3-2025                                                             | Dortmund                                                              | Germania                                                              | 3 – 3                                                                 | Italia                                                                | UEFA Nations League 2024-2025 - Quarti di finale                      | -                                                                     | 46’                                                                   |
| 6-6-2025                                                              | Oslo                                                                  | Norvegia                                                              | 3 – 0                                                                 | Italia                                                                | Qual. Mondiali 2026                                                   | -                                                                     | 46’                                                                   |
| 9-6-2025                                                              | Reggio Emilia                                                         | Italia                                                                | 2 – 0                                                                 | Moldavia                                                              | Qual. Mondiali 2026                                                   | -                                                                     | 85’                                                                   |
| Totale                                                                |                                                                       | Presenze                                                              | 29                                                                    |                                                                       | Reti                                                                  | 8                                                                     |                                                                       |

| Cronologia completa delle presenze e delle reti in nazionale ― Italia under 21 | Cronologia completa delle presenze e delle reti in nazionale ― Italia under 21 | Cronologia completa delle presenze e delle reti in nazionale ― Italia under 21 | Cronologia completa delle presenze e delle reti in nazionale ― Italia under 21 | Cronologia completa delle presenze e delle reti in nazionale ― Italia under 21 | Cronologia completa delle presenze e delle reti in nazionale ― Italia under 21 | Cronologia completa delle presenze e delle reti in nazionale ― Italia under 21 | Cronologia completa delle presenze e delle reti in nazionale ― Italia under 21 |
| Data                                                                           | Città                                                                          | In casa                                                                        | Risultato                                                                      | Ospiti                                                                         | Competizione                                                                   | Reti                                                                           | Note                                                                           |
| ------------------------------------------------------------------------------ | ------------------------------------------------------------------------------ | ------------------------------------------------------------------------------ | ------------------------------------------------------------------------------ | ------------------------------------------------------------------------------ | ------------------------------------------------------------------------------ | ------------------------------------------------------------------------------ | ------------------------------------------------------------------------------ |
| 6-9-2019                                                                       | Catania                                                                        | Italia under 21                                                                | 4 – 0                                                                          | Moldavia under 21                                                              | Amichevole                                                                     | 2                                                                              | 46’                                                                            |
| 10-9-2019                                                                      | Castel di Sangro                                                               | Italia under 21                                                                | 5 – 0                                                                          | Lussemburgo under 21                                                           | Qual. Europeo Under-21 2021                                                    | -                                                                              | 61’                                                                            |
| 10-10-2019                                                                     | Dublino                                                                        | Irlanda under 21                                                               | 0 – 0                                                                          | Italia under 21                                                                | Qual. Europeo Under-21 2021                                                    | -                                                                              |                                                                                |
| 14-10-2019                                                                     | Erevan                                                                         | Armenia under 21                                                               | 0 – 1                                                                          | Italia under 21                                                                | Qual. Europeo Under-21 2021                                                    | -                                                                              | 64’                                                                            |
| 12-11-2020                                                                     | Reykjavík                                                                      | Islanda under 21                                                               | 1 – 2                                                                          | Italia under 21                                                                | Qual. Europeo Under-21 2021                                                    | -                                                                              |                                                                                |
| 15-11-2020                                                                     | Differdange                                                                    | Lussemburgo under 21                                                           | 0 – 4                                                                          | Italia under 21                                                                | Qual. Europeo Under-21 2021                                                    | -                                                                              | 87’                                                                            |
| 24-3-2021                                                                      | Celje                                                                          | Rep. Ceca under 21                                                             | 1 – 1                                                                          | Italia under 21                                                                | Europeo Under-21 2021 - 1º turno                                               | -                                                                              | 66’                                                                            |
| 27-3-2021                                                                      | Maribor                                                                        | Spagna under 21                                                                | 0 – 0                                                                          | Italia under 21                                                                | Europeo Under-21 2021 - 1º turno                                               | -                                                                              |                                                                                |
| 30-3-2021                                                                      | Maribor                                                                        | Italia under 21                                                                | 4 – 0                                                                          | Slovenia under 21                                                              | Europeo Under-21 2021 - 1º turno                                               | -                                                                              |                                                                                |
| 31-5-2021                                                                      | Lubiana                                                                        | Portogallo under 21                                                            | 5 – 3 dts                                                                      | Italia under 21                                                                | Europeo Under-21 2021 - Quarti di finale                                       | -                                                                              |                                                                                |
| Totale                                                                         |                                                                                | Presenze                                                                       | 10                                                                             |                                                                                | Reti                                                                           | 2                                                                              |                                                                                |

| Cronologia completa delle presenze e delle reti in nazionale ― Italia under 20 | Cronologia completa delle presenze e delle reti in nazionale ― Italia under 20 | Cronologia completa delle presenze e delle reti in nazionale ― Italia under 20 | Cronologia completa delle presenze e delle reti in nazionale ― Italia under 20 | Cronologia completa delle presenze e delle reti in nazionale ― Italia under 20 | Cronologia completa delle presenze e delle reti in nazionale ― Italia under 20 | Cronologia completa delle presenze e delle reti in nazionale ― Italia under 20 | Cronologia completa delle presenze e delle reti in nazionale ― Italia under 20 |
| Data                                                                           | Città                                                                          | In casa                                                                        | Risultato                                                                      | Ospiti                                                                         | Competizione                                                                   | Reti                                                                           | Note                                                                           |
| ------------------------------------------------------------------------------ | ------------------------------------------------------------------------------ | ------------------------------------------------------------------------------ | ------------------------------------------------------------------------------ | ------------------------------------------------------------------------------ | ------------------------------------------------------------------------------ | ------------------------------------------------------------------------------ | ------------------------------------------------------------------------------ |
| 11-10-2018                                                                     | Łódź                                                                           | Polonia under 20                                                               | 0 – 3                                                                          | Italia under 20                                                                | Elite League Under-20                                                          | 1                                                                              | 87’                                                                            |
| 16-10-2018                                                                     | Crotone                                                                        | Italia under 20                                                                | 1 – 2                                                                          | Portogallo under 20                                                            | Elite League Under-20                                                          | -                                                                              | 80’                                                                            |
| 15-11-2018                                                                     | Sassuolo                                                                       | Italia under 20                                                                | 3 – 3                                                                          | Germania under 20                                                              | Elite League Under-20                                                          | 1                                                                              | 43’                                                                            |
| 20-11-2018                                                                     | Katwijk                                                                        | Paesi Bassi under 20                                                           | 3 – 2                                                                          | Italia under 20                                                                | Elite League Under-20                                                          | -                                                                              | 90+2’                                                                          |
| 21-3-2019                                                                      | Busto Arsizio                                                                  | Italia under 20                                                                | 0 – 1                                                                          | Rep. Ceca under 20                                                             | Elite League Under-20                                                          | -                                                                              | 46’                                                                            |
| 25-3-2019                                                                      | Kriens                                                                         | Svizzera under 20                                                              | 3 – 0                                                                          | Italia under 20                                                                | Elite League Under-20                                                          | -                                                                              | 56’                                                                            |
| 23-5-2019                                                                      | Danzica                                                                        | Messico under 20                                                               | 1 – 2                                                                          | Italia under 20                                                                | Mondiali Under-20 2019 - 1º turno                                              | 1                                                                              | 85’                                                                            |
| 26-5-2019                                                                      | Bydgoszcz                                                                      | Ecuador under 20                                                               | 0 – 1                                                                          | Italia under 20                                                                | Mondiali Under-20 2019 - 1º turno                                              | -                                                                              | 90’                                                                            |
| 29-5-2019                                                                      | Bydgoszcz                                                                      | Italia under 20                                                                | 0 – 0                                                                          | Giappone under 20                                                              | Mondiali Under-20 2019 - 1º turno                                              | -                                                                              | cap. 59’                                                                       |
| 2-6-2019                                                                       | Gdynia                                                                         | Italia under 20                                                                | 1 – 0                                                                          | Polonia under 20                                                               | Mondiali Under-20 2019 - Ottavi di finale                                      | -                                                                              |                                                                                |
| 7-6-2019                                                                       | Tychy                                                                          | Italia under 20                                                                | 4 – 2                                                                          | Mali under 20                                                                  | Mondiali Under-20 2019 - Quarti di finale                                      | 1                                                                              |                                                                                |
| 11-6-2019                                                                      | Gdynia                                                                         | Ucraina under 20                                                               | 1 – 0                                                                          | Italia under 20                                                                | Mondiali Under-20 2019 - Semifinale                                            | -                                                                              | 46’                                                                            |
| Totale                                                                         |                                                                                | Presenze                                                                       | 12                                                                             |                                                                                | Reti                                                                           | 4                                                                              |                                                                                |

## Palmarès

### Club

#### Competizioni giovanili
- Supercoppa Primavera: 1

Roma: 2016
- Coppa Italia Primavera: 1

Roma: 2016-2017

#### Competizioni nazionali
- Supercoppa italiana: 1

Inter: 2023
- Campionato italiano: 1

Inter: 2023-2024

### Individuale
- Premio Bulgarelli Number 8: 1

2022-2023